# Carel Emilius Henry de Cheusses
Carel Emilius Henry de Cheusses (né à Copenhague le 13 décembre 1702 et mort à Paramaribo le 1er février 1734), est un militaire et administrateur colonial.

## Biographie
Petit-fils de Jacques Henri de Cheusse, dernier seigneur de Rochefort, et de Corneille van Aarsen, Jacob Alexander Henry de Cheusses est le fils de Vincent Gédéon Henry de Cheusses, général au service du Danemark, et d'Henriette Lucretia van Aerssen. Il est le frère de Frédéric de Cheusses et de Jacob Alexander Henry de Cheusses.

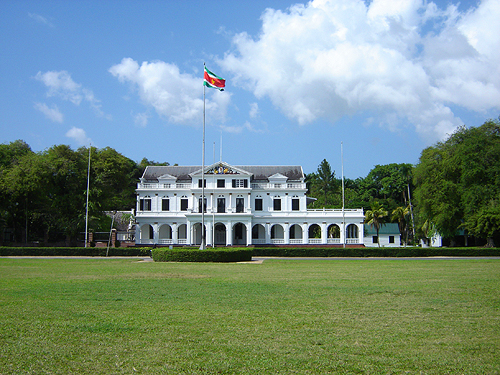
Palais présidentiel du Suriname

Capitaine d'infanterie au Surinam en 1726, il est nommé gouverneur général du Suriname en 1728. Il fait construire l'actuel Palais présidentiel du Suriname en 1730.
Le 17 juillet 1729, à Paramaribo, il épouse Charlotte Elisabeth van der Lith (nl), veuve du gouverneur Hendrik Temming et petite-fille de Johann Friedrich Schweitzer.

## Sources
- Karel Johan Reiner van Harderwijk, Biographisch woordenboek der Nederlanden bevattende levensbechrijvingen van zoodanige personen, die zich op eenigerlei wijze in ons vaderland hebben vermaard gemaakt door A. J. van der Aa, Volume 3, 1858